# Еркгайм
Еркгайм (нім. Erkheim) — громада в Німеччині, знаходиться в землі Баварія. Підпорядковується адміністративному округу Швабія. Входить до складу району Унтеральгой. Центр об'єднання громад Еркгайм.
Площа — 32,18 км2. Населення становить 3202 ос. (станом на 31 грудня 2020).